# 街ingメーカーシリーズ
『街ingメーカーシリーズ』（まっちんぐメーカーシリーズ）とは、インディソフトウェアに開発され、メディアファクトリー（第1作）、ディースリー・パブリッシャー（第2作目から）から発売されたシミュレーションゲームの総称。

## 作品リスト
| 2001 | 街ingメーカー                            |
| 2002 |                                          |
| 2003 | THE ぼくの街づくり 〜街ingメーカー++〜   |
| 2004 |                                          |
| 2005 |                                          |
| 2006 | 街ingメーカー2 〜続・ぼくの街づくり〜    |
| 2007 | THE ぼくの街づくり2 〜街ingメーカー2.1〜 |
| 2008 | 街ingメーカーDS                          |
| 2009 |                                          |
| 2010 | 街ingメーカー3×逃走中                    |
| 2011 | 街ingメーカー4                           |

### 街ingメーカー
2001年9月27日発売のPlayStation 2用ソフト。
公称ジャンルは「街づくりシミュレーション」。プレーヤーは都市開発プロデューサーとして、街を開発していく。
ゲームの特徴として、住民との会話がある。住民と会話し親密度が増すと移住者を紹介してもらえ、住民や施設を増やしていく。
登場する施設は、住宅・オフィス・商店・公共施設などがあり、実在の店舗もある。
また、廉価版でゲーム内要素が追加された『SIMPLE2000シリーズ Vol.39 THE ぼくの街づくり 〜街ingメーカー++〜』が2003年11月6日に発売された。
主な変更点は以下の通り。
- 登場する実在店舗・企業の増加
- 街のパーツとなるアイテムの増加
- キャラクターや風景のグラフィック

### 街ingメーカー2 〜続・ぼくの街づくり〜
2006年7月13日発売のPlayStation 2用ソフト。
前作と違いイベントなどがかなり少なくなっている。
また、廉価版でゲーム内要素が追加された『SIMPLE2000シリーズ Vol.121 THE ぼくの街づくり2 〜街ingメーカー2.1〜』が2007年11月28日に発売された。
主な変更点は以下の通り。
- 登場するテナント数の増加
  - 日本風城や大仏などの歴史的な建造物のテナントが追加された。
- イベントを一部変更、削除
  - 一部のステージで発生するイベントが、変更された。
- 登場するテナントの変更、削除
  - テナントでは、シニア住宅木造平屋や焼肉屋さかい（焼肉屋に変更）、2に登場した脚本家住まいなど（アイドルと小説家、発明家住まいは残された）が削除された。
- テナントのデザインの変更
  - ユニクロやスーパーマーケット、工場などのデザインが変更された。
  - 会社員住宅ロフト付きと会社員住宅吹き抜けなど、住宅のデザインが入れ替わっている。
  - ステージクリア後に貰える建物も変更された。
- 操作機能の向上
  - 2では、連続した道路の敷設ができなかったり、走るスピードが遅いなどの不便なところがあったが、改良版では改善された。また、改良版では住民との親密度（過去作では既にあった）が追加された。
- テナント内の背景の変更
  - 一部のテナント内の背景が変更された。

### 街ingメーカーDS
2008年7月24日発売のニンテンドーDS用ソフト。
タッチパネルで簡単な街づくりを作ることができ、建物やキャラクターがデフォルメ化された。
TVCMにはお笑いコンビのザ・パンチを起用した。
なお、本作のBGMは『街ingメーカー3×逃走中』に流用されている。

### 街ingメーカー3×逃走中
2010年1月28日発売のPlayStation Portable用ソフト。
本作では、フジテレビの番組『run for money 逃走中』とコラボレーションしており、『逃走中モード』を搭載。最大4人でアドホック通信もできる。
本作より、街ingポイントが追加し、タウンズページは登場しなくなった。なお、本作の一部の機能とBGMは『街ingメーカーDS』から流用された。
ゲーム内容
それぞれのマップで開始時にボスから言い渡される条件を満たした街を作ることが主な目的である。
初期の5マップをクリアすることで新たに5マップが追加される。
原則的にゲームオーバーは存在しない。
これは例として「住民800人娯楽施設20%」の条件だと同時に満たす必要はなく途中で住民が800人を越えても問題ない。
なにかしらの建造物を建てるには街ingポイントが必要になってくる。駅、道路、歩道の敷設は無料。ただし、駅は一度建設すると撤去することができない。街ingポイントは住民と交流を深めるか、四半期決算で入手することができる。逃走中とのコラボレーション企画として逃走中で特定の条件を満たすと四半期決算時に得られるポイントが増加する。
移住希望者は住民からの紹介で増えてゆくので住民との会話は欠かせない要素となっている。
住民からの不満と要望を解決することによって移住希望者が増えてゆくシステムはこれまでと変わらない。

### 街ingメーカー4
2011年11月発売のPlayStation 3、Xbox 360用ソフト。

### その他
開発元のインディソフトウェアが運営するウェブサイト「アドゲー天国」では、街ingメーカーを題材にしたFlashゲームが無料で公開されている。
- ならべて街ingメーカー
- 街ingメーカー15パズルギャラリー

## 登場人物
1、ぼくの街づくり
それぞれのタイプに、2種類の顔(設定)がある。(ノーマルタイプと全く別のタイプが存在。)
それぞれに個性や特徴がある。(例えば 天然(公園)おばさんは不満解決に役立つ等)。
- ちびすけ
- 男の子
- 女の子
- おとなしい少年
- おとなしい少女
- 元気で活発な少年
- 元気で活発な少女
- 天然おばさん(ちょっと親切、親切(超親切))
- ふてぶておばさん
- やり手あんちゃん(トレンドに詳しい)
- 公園ママ(噂好き、噂の達人)
- ありがちなあんちゃん(アイテムに詳しい)
- ありがちなねえちゃん(ストーカーっぽい)
- ケバケバねえちゃん(水商売の知り合い多い)
- 体育会系あんちゃん(3種類の顔を持つ)
- 仕事一筋のおやじ(愚痴が多い)
- 営業スマイルおやじ(企業(医者)の知り合い多い)
- おやじギャグおやじ(なぞなぞ好き)
- オタクねえちゃん(占い好き)
- オタクあんちゃん
- マザコンあんちゃん(有力者の知り合い多い)
- 天然ボケねえちゃん(明日の天気教えてくれる)
- 頑固爺
- 好々爺
- 頑固婆
- 好々婆

など。

2、2.1
基本的に種類は1と同じ部分があるがグラフィックなどが変わっている。
また一部の人は変えられている。たとえば、マザコンはナルシストになっており、性格もすこし変わっている。